# Comité permanent de la chaîne alimentaire et de la santé animale
Le Comité permanent de la chaîne alimentaire et de la santé animale assiste la Commission européenne dans la mise en œuvre de mesures de sécurité sanitaire des aliments aux divers niveaux de la chaîne alimentaire.  Le Comité permanent sur les végétaux, les animaux, les denrées alimentaires et les aliments pour animaux est appelé en anglais le Scopaff, acronyme de Standing Committee on Plants, Animals, Food and Feed.  

## Histoire
Ce comité est une des réponses à plusieurs scandales sanitaires ou alimentaires et à des incertitudes ayant généré des crises dans la seconde moitié du XXe siècle.
Il a été institué par le règlement (CE) no 178/2002 du Parlement européen et du Conseil, du 28 janvier 2002, établissant les principes généraux et les prescriptions générales de la législation alimentaire en remplacement du Comité permanent des denrées alimentaires, du Comité permanent de l'alimentation des animaux et du Comité vétérinaire permanent. 
Il reprend certaines missions du Comité permanent phytosanitaire.

## Missions
Selon le site de l'Union européenne :
« Le comité est un comité de réglementation. La Commission ne peut adopter des mesures d'exécution qu'après avoir recueilli l'avis positif de la majorité qualifiée des États membres réunis au sein du comité. Faute d'un tel soutien, la mesure proposée est renvoyée devant le Conseil, qui décide à la majorité qualifiée. Cependant, si le Conseil ne parvient pas à prendre une décision, la Commission arrête finalement la mesure d'exécution, à moins que le Conseil ne s'y oppose à la majorité qualifiée. »

## Limites et critiques
La procédure de "re-soumission" mise au point en 2007 a fait l'objet de nombreuses critiques étant donné qu'elle permet à des produits précédemment interdits de revenir sur le marché.[source insuffisante]

## Plainte
Le Scopaff est censé adopter depuis 2013 la refonte des protocoles d’évaluation des risques des pesticides sur les abeilles et les pollinisateurs. Élaborées par l'Agence européenne de sécurité des aliments (AESA), ces "Lignes directrices" définissent les tests qui doivent être menés par les industriels des pesticides pour évaluer la toxicité de leurs produits sur les abeilles. L'adoption de ces nouveaux protocoles a été mise à l'ordre du jour du Scopaff une vingtaine de fois, mais les Etats membres ne les ont jamais approuvés. Ces tests sont pourtant considérés comme cruciaux pour protéger les abeilles et pollinisateurs des pesticides les plus nocifs.
En septembre 2018, l'Ong Pollinis a demandé l'accès à des documents internes du Scopaff pour comprendre les raisons de ce blocage depuis 2013 . Devant le refus de la Commission européenne de communiquer ces documents, Pollinis a saisi en décembre 2018 le médiateur européen. Le 14 mai 2019, la médiatrice européenne Emily O'Reilly a donné raison à l'association Pollinis.  La médiatrice considère que "le refus de la Commission d'accorder l'accès du public aux positions des États membres constitue un cas de mauvaise administration". Selon la médiatrice, "les citoyens européens ont le droit de connaître la position prise par leur propre gouvernement, tout comme celle prise en tant qu'Etat membre. La biodiversité est un sujet particulièrement important". La médiatrice a recommandé à la Commission de publier les documents concernant les délibérations, notamment ceux révélant la position des États membres. La Commission, qui disposait d'un délai de trois mois pour donner son avis, n'a finalement répondu que le 11 novembre 2019. Elle a refusé à nouveau de communiquer les documents du Scopaff à l'Ong Pollinis. 

## Compléments